# Madonnelle (Napoli)
Madonnelle è una località di Napoli che fa parte del quartiere di Ponticelli nella VI Municipalità, prende il nome dall'omonima strada provinciale Madonelle..

## Geografia fisica
La zona di Madonnelle è situata a nord-est di Ponticelli e ad est della zona di Botteghelle, confina inoltre ad ovest con il Rione Parco Conocal, e con il vicinissimo comune di Volla.

## Società
A Madonnelle, sono presenti tre istituti scolastici, due farmacie e diverse attività commerciali.

## Collegamenti

### Ferrovie
La stazione di Madonnelle della Linea 3 del Servizio ferroviario metropolitano di Napoli nota anche come Circumvesuviana.